# 푸젠 요리

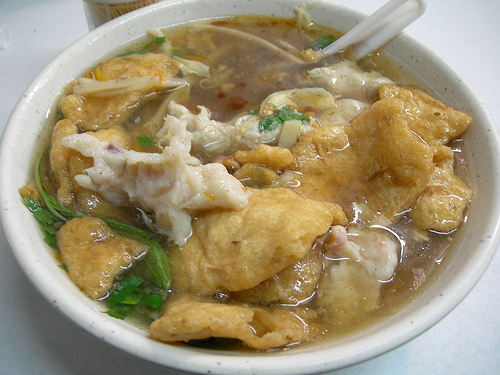

푸젠 요리(Fujian料理, 중국어: 福建菜, 병음: Fújiàn cài 푸젠차이[*], 민난어: Hok-kiàn-chhài 헉끼안차이) 또는 민요리(閩料理, 중국어 간체자: 闽菜, 정체자: 閩菜, 병음: mǐncài 민차이[*], 민난어: bân-chhài 반차이)는 중국 요리 중의 하나로 푸젠 성 지역의 고유 음식이다. 푸젠 요리는 가볍고, 풍미가 있으며, 부드럽고, 씨안웨이(鮮味)라고 불리는 맛을 강조하며, 식재 본래의 맛을 잃지 않도록 했다.

## 개요
이 요리에 사용된 기술은 복잡하지만, 요리는 정갈하며 요란한 맛을 지니지 않는다.

## 형식
- 푸저우 요리
- 서푸젠 요리
- 남푸젠 요리
- 취안저우 요리

## 같이 보기
- 중국 요리